# 尼古拉·穆拉维约夫-阿穆尔斯基

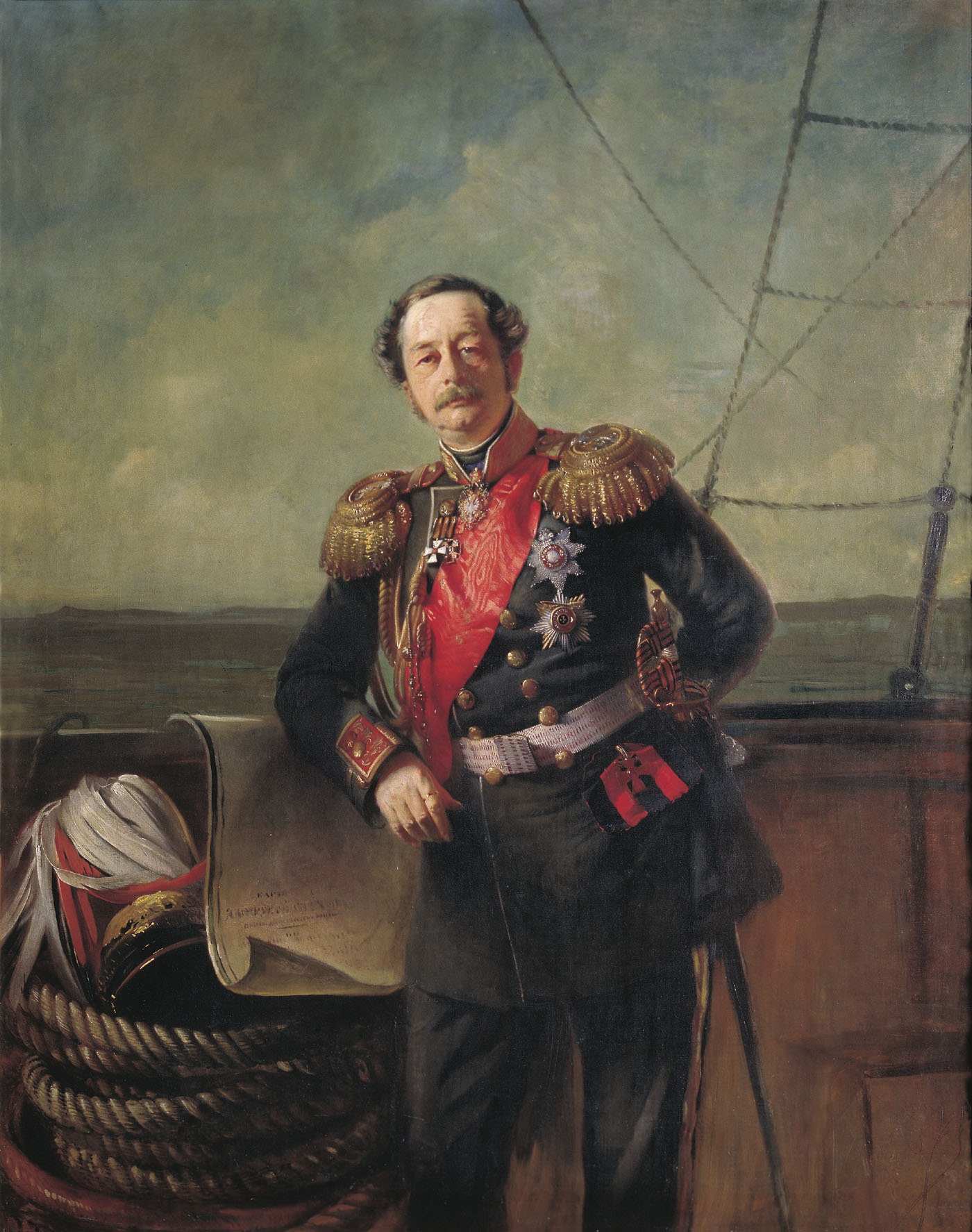
阿穆尔斯基，攝於1863年

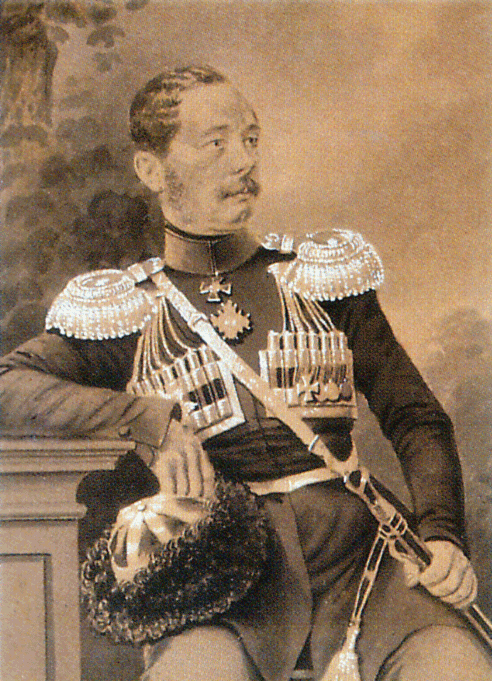
阿穆尔斯基伯爵穆拉维约夫

尼古拉·尼古拉耶维奇·穆拉维约夫-阿穆尔斯基（羅馬化：Nikolay Nikolayevich Muravyov-Amurskiy；1809年8月23日—1881年11月30日），俄罗斯帝国军人、伯爵、探险家。

## 生平
穆拉维约夫于1809年8月11日（儒略历8月23日）生于圣彼得堡，1827年开始从军，并参与了1828年-1829年的第八次俄土战争瓦尔纳之围，次年又前往波兰镇压当地十一月党人。由于健康原因，他于1833年一度退役，回乡继承其父庄园。1838年，他再次从军，赴高加索山脉参加征服当地山民的军事行动。
1841年，穆晉升为少将，但由于疾病再次退役。1846年，内政部任命他為图拉州军政总督。他在任內致力于发展当地农业，并上书沙皇尼古拉一世建议其废除农奴制度。尼古拉没有接受其请求，但此后他认为穆拉维约夫是“自由和民主派”。
1847年9月5日，穆被任命为伊尔库茨克和东西伯利亚总督。在此期间，他不顾俄国外交部的反对，冒着与中国清朝政府决裂的危险，在黑龙江流域展开了一系列的军事探险活动。同时，他在西伯利亚各民族中强制推行俄语教育，并使用流放犯对黑龙江以北各地加以开拓。1854年5月，他率领一支有77艘船、筏组成的舰队直航黑龙江口。作为克里米亚战争的一部分，其中部分船只继续航行到彼得罗巴甫洛夫斯克，为正遭受英国和法国舰队袭击的该城送去了弹药援助。次年，他再次组织航行，在黑龙江入海口建立了殖民地，并按照尼古拉一世的授意，同中国展开边界谈判。 
1858年5月28日，乘中国清朝政府陷入太平天国运动和第二次鸦片战争而无暇北顾之机，穆拉维约夫成功地迫使黑龙江将军奕山同其签订了《瑷珲条约》。该条约不但将黑龙江以北、外兴安岭以南的60万平方公里土地完全割让与俄国，还将乌苏里江以东，包括库页岛在内的黑龙江下游以南40万平方公里土地划为中俄共管区域。《瑷珲条约》的签订，使得俄罗斯打开了通往太平洋的通道。为表彰穆拉维约夫的功绩，沙皇亚历山大二世封其为“阿穆尔斯基伯爵”（即黑龙江伯爵）。
但是，俄国外交部仍然认为荒芜的黑龙江流域是难以防御的包袱。为了尽快开发新获得的大片土地，穆拉维约夫解放了大批在尼布楚服役的矿工，派军队保护他们去开垦黑龙江两岸的土地。用这种办法，穆拉维约夫很快就在这些新移民中召集了一支12000人的骑兵部队，解决了当地的防御问题。但即使如此，成績仍然不彰。因為俄羅斯當初想利用黑龍江運輸糧餉支持堪察加半島軍事哨所，使黑龍江流域成為俄羅斯遠東糧食基地的計劃失敗。黑龍江一年只有一半時間可航行，4月20日前後才可，而且初期很危險，另一方面，集中在夏季的暴雨令糧食難以生長，因此這區始終荒涼，軍人原是移民主體，但是只有七名軍官與七百多名軍人，農奴也不願前往，可見此計劃失敗。
1861年，穆拉维约夫从东西伯利亚将军一职退休。1868年，他移居巴黎，从此居住在那里，直到1881年11月18日（儒略历11月30日）病逝。

## 纪念
1891年，伯力在市郊黑龙江边为穆拉维约夫建造了纪念铜像。1929年，该铜像被推倒，代之以列宁像。1992年，穆拉维约夫的遗骸从巴黎迁葬至海参崴市中心，次年，伯力重新在原址树立起穆拉维约夫的铜像。2006年，俄罗斯中央银行將穆拉维约夫铜像作為5000卢布纸币的图案。俄罗斯彼得大帝湾内的穆拉维约夫-阿穆尔斯基半岛即以他的姓氏命名。

## 家族
尼古拉·穆拉维约夫的表妹为无政府主义创始人巴枯宁之母穆拉维约娃（1792—1864）。巴枯宁被流放至西伯利亚时曾得到尼古拉·穆拉维约夫的协助，最后得以逃脱。